# Holborn

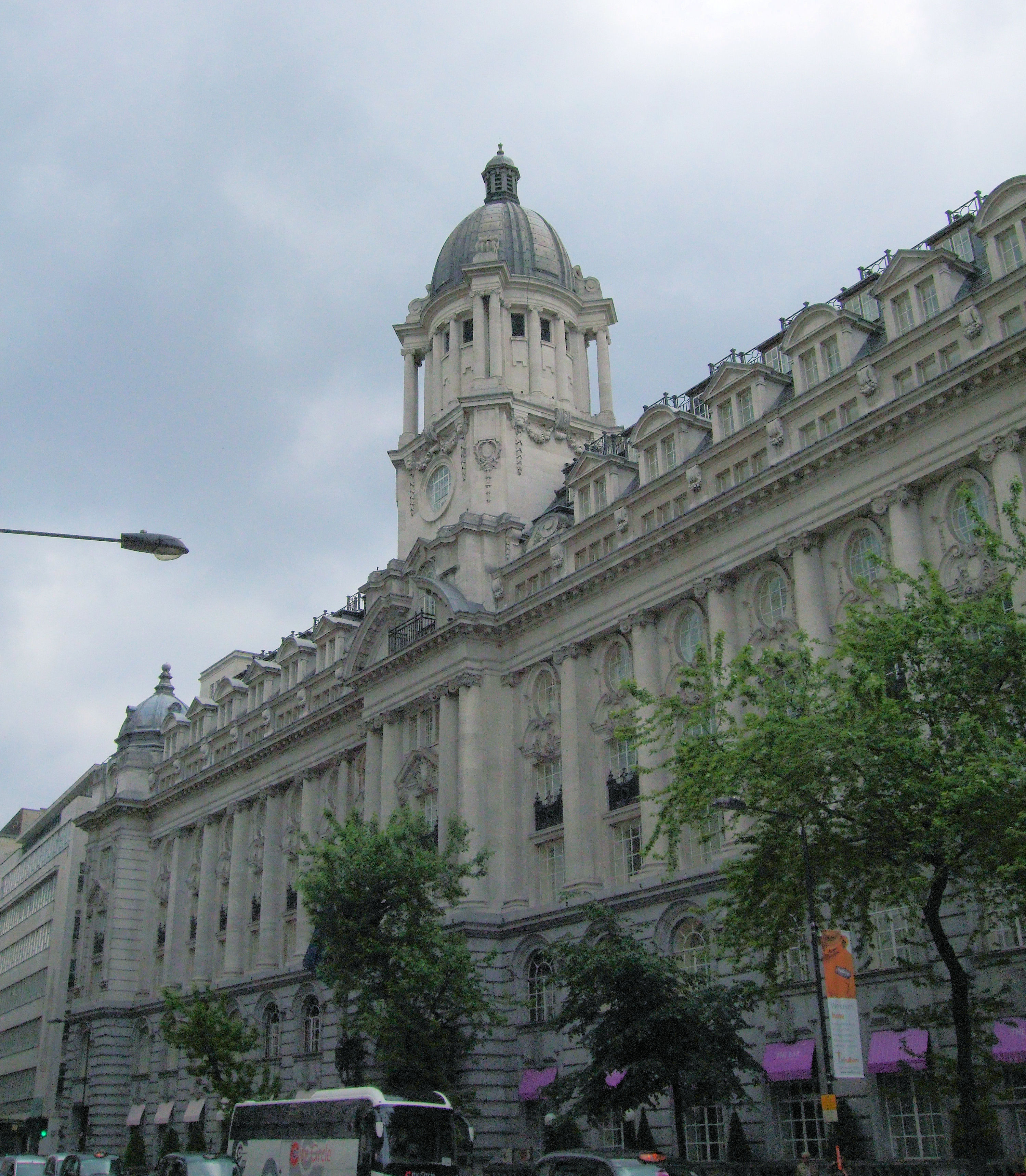
Toà nhà bảo hiểm Pearl trước đây

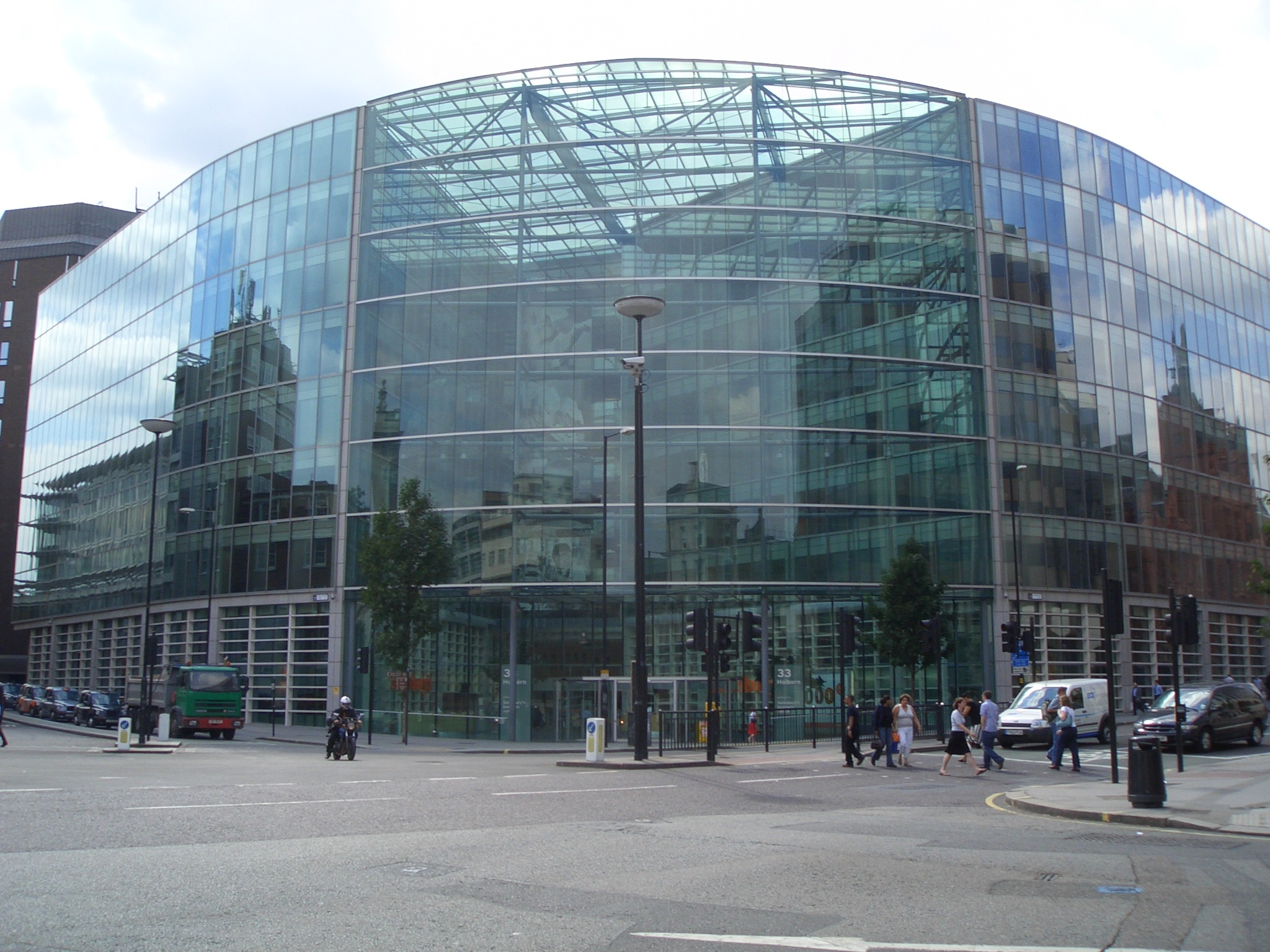
Trụ sở của tập đoàn siêu thị Sainsbury's

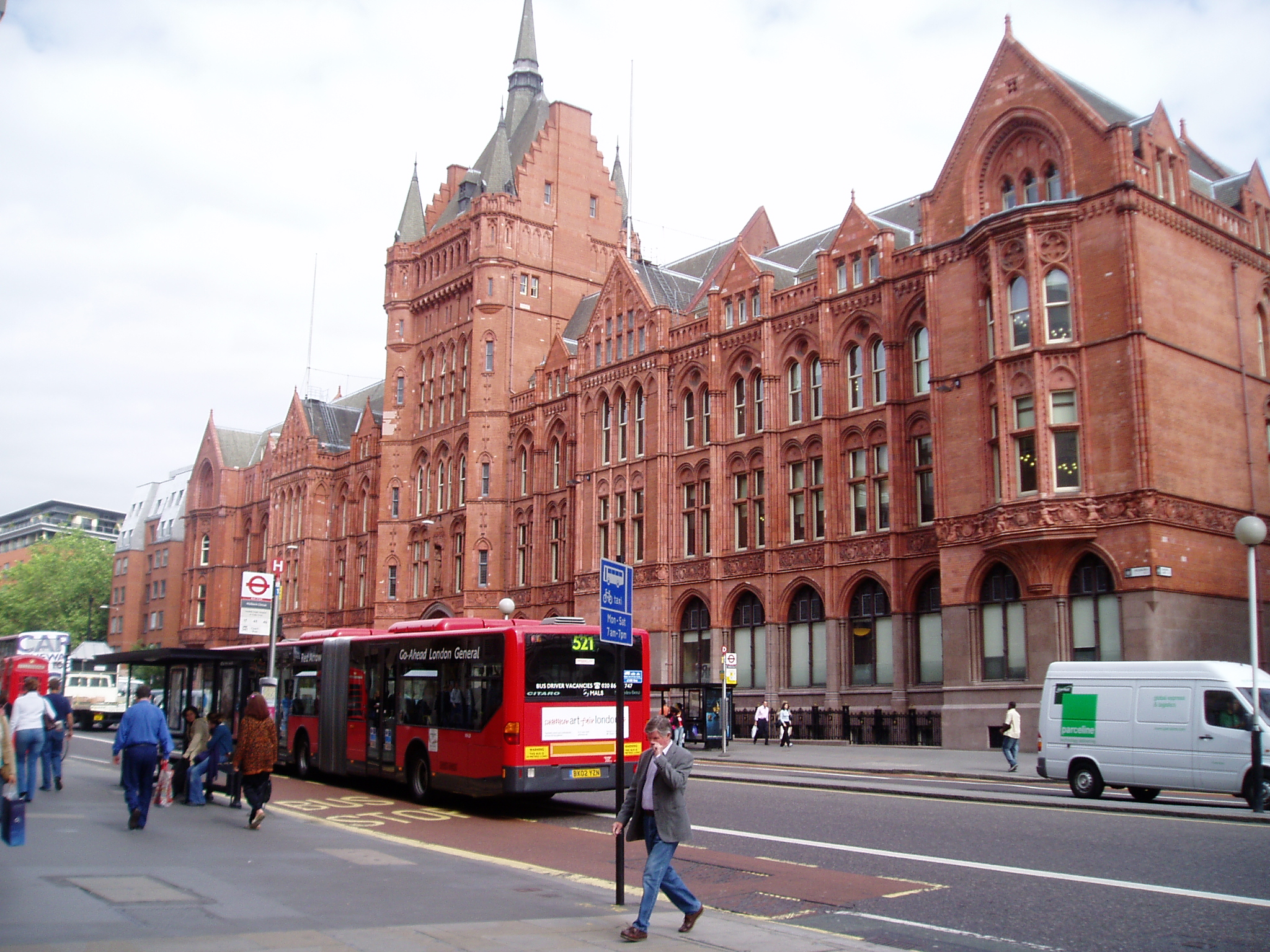
Holborn Bars, trụ sở Công ty bảo hiểm Prudential

Holborn (/ˈhoʊbən/ HOH-bən)[a] là một quận thuộc Trung tâm Luân Đôn, Anh. Holborn còn là tên của trục đường chính đông tây của khu vực mang tên High Holborn — lối vào Thành phố Luân Đôn.
Hatton Garden, trung tâm mậu dịch kim cương, từng được Nữ hoàng Elizabeth I cho người thân tín là ông Christopher Hatton thuê, nhấn mạnh rằng để cung cấp nguồn thu nhập cho ông. Phía sau toà nhà Prudential là nhà thờ St Alban the Martyr, ban đầu được kiến trúc sư William Butterfield xây dựng vào năm 1863, sau đó bị phá huỷ vào năm 1941, cuối cùng một nhà thờ mới được xây dựng theo phong cách Gothic thời Victoria.